# Pachypeltis (wantsen)
Pachypeltis is een geslacht van wantsen uit de familie van de Miridae (Blindwantsen). Het geslacht werd voor het eerst wetenschappelijk beschreven door Victor Antoine Signoret in 1858.

## Soorten
Het genus bevat de volgende soorten:

- Pachypeltis anadyomene (Kirkaldy, 1902)
- Pachypeltis annulipes Poppius, 1912
- Pachypeltis biformis Hu & L.Y. Zheng, 1999
- Pachypeltis brevirostris Poppius, 1912
- Pachypeltis chinensis V. Signoret, 1858
- Pachypeltis cinnamomi Zheng & Liu, 1992
- Pachypeltis corallina Poppius, 1915
- Pachypeltis dudgeoni (Kirkaldy, 1902)
- Pachypeltis elegans (Distant, 1904)
- Pachypeltis fallenii (Stal, 1871)
- Pachypeltis gigas Carvalho, 1981
- Pachypeltis haglundii (Stal, 1871)
- Pachypeltis humerale (Walker, 1873)
- Pachypeltis javanus Poppius, 1914
- Pachypeltis maesarum (Kirkaldy, 1902)
- Pachypeltis marginalis Poppius, 1912
- Pachypeltis philippinensis (Distant, 1910)
- Pachypeltis polita (Walker, 1873)
- Pachypeltis reuteri (Stal, 1871)
- Pachypeltis sahlbergii (Stal, 1871)
- Pachypeltis sassafri Zheng & Liu, 1992
- Pachypeltis stali (Distant, 1910)
- Pachypeltis sumatrator (Kirkaldy, 1902)
- Pachypeltis vittiscutis (Bergroth, 1894)
- Pachypeltis wangi Zheng & X.Z. Li, 1992